# Krapan
Krapan je naselje u Republici Hrvatskoj, u sastavu Općine Raša, Istarska županija. 

## Stanovništvo
Prema popisu stanovništva iz 2001. godine, naselje je imalo 203 stanovnika te 58 obiteljskih kućanstava.
| broj stanovnika |       |       | 175   | 185   | 147   | 171   |       |       | 233   | 283   | 328   | 222   | 235   | 231   | 203   | 151   | 117   |
|                 | 1857. | 1869. | 1880. | 1890. | 1900. | 1910. | 1921. | 1931. | 1948. | 1953. | 1961. | 1971. | 1981. | 1991. | 2001. | 2011. | 2021. |

## Povijest
Krapan je bio malo rudarsko naselje na sjeveroistočnom dijelu raške kotline. Tu su nastali najstariji rudnici ugljena na Labinštini. U početku se kopao rusi ugljen (smola za premazivanje brodova, tzv. pegola nera). Sa stalnom eksploatacijom kamenog ugljena započelo se 1785. godine. Otada se proizvodnja stalno povećava, pa tako i broj rudara, a Krapan se postupno pretvara u vodeće rudarsko središte Labinštine. Potkraj 19. stoljeća započinje se s izgradnjom stambenih zgrada, gradi se i osnovna škola na hrvatskom i njemačkom jeziku. Izgradnjom Raše i Podlabina, sve više gubi na važnosti. Godine 1905. podignuta je crkva sv. Barbare, zaštitnice rudara. Nakon II. svjetskog rata nekadašnja radionička hala ugljenokopa pretvorena je u tvornicu alatnih strojeva Prvomajska.